# Néogrammairien

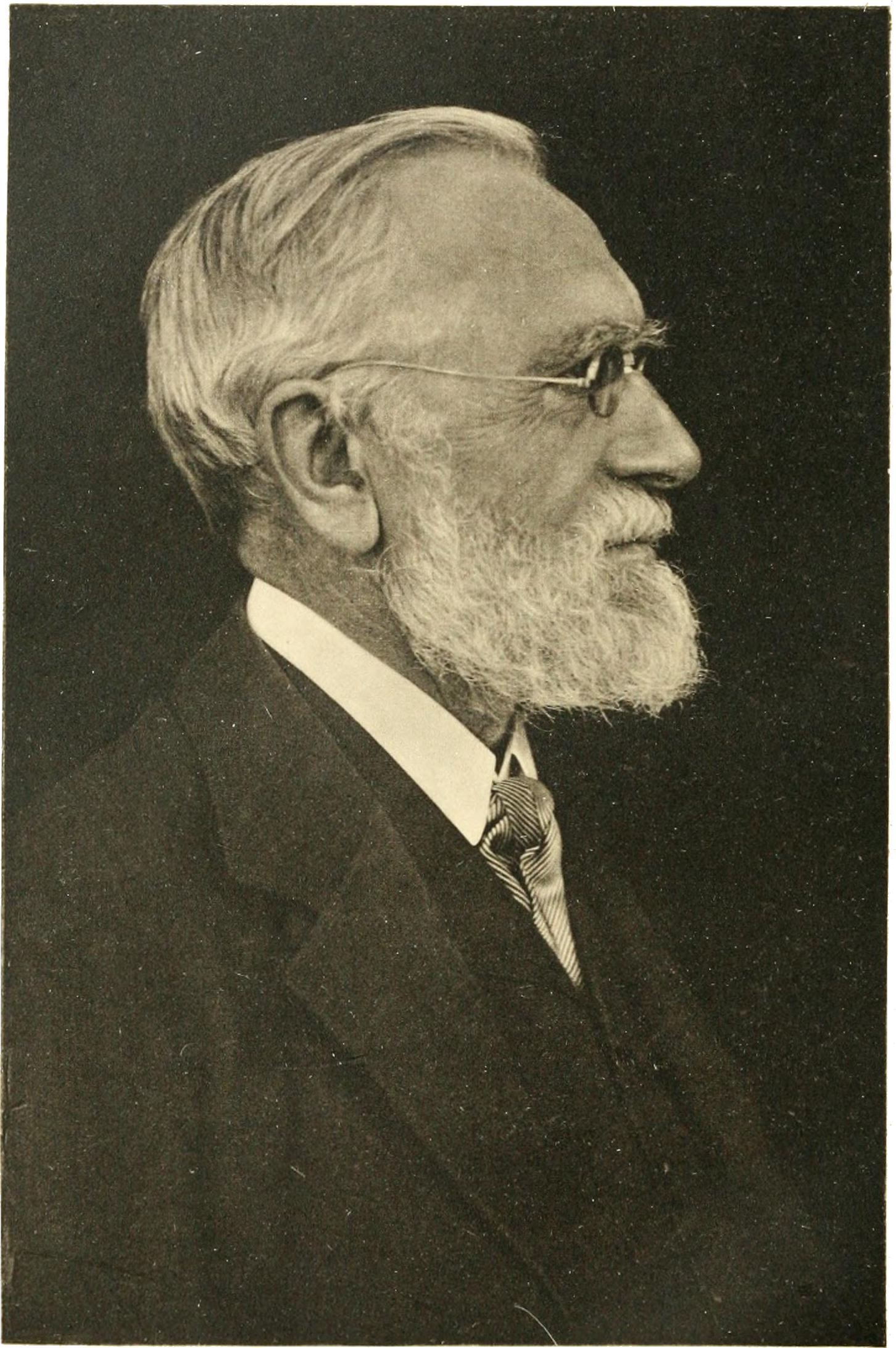
Le linguiste slaviste August Leskien.

Les néogrammairiens (en allemand Junggrammatiker) forment une importante école linguistique, essentiellement allemande, qui s'est constituée à la fin des années 1870 à l'université de Leipzig autour du slaviste August Leskien. Leurs plus grands apports concernent la phonétique historique.

## L'école de Leipzig
Le nom est à l'origine un sobriquet inventé par le germaniste Friedrich Zarncke, membre de l'ancienne génération, sur le modèle d'autres mouvements de « rénovation » du XIXe siècle, tels Jeune-Allemagne (Junges Deutschland) en littérature ou les Jeunes-Turcs en politique - en référence ironique à leur inexpérience et leur caractère militant. Les néogrammairiens reprirent par la suite la dénomination à leur compte.
Aux conceptions alors dominantes des langues comme entités organiques en évolution, vision modelée sur les sciences naturelles, les néogrammairiens ont opposé un point de vue sociohistorique et analytique, considérant que la langue en tant que système était une abstraction inobservable et que l'objet de la recherche linguistique étaient les idiolectes directement observables. Héritiers des fondateurs de la grammaire comparée, ils sont essentiellement influencés par le positivisme. Ils ont porté l'accent sur la rigueur méthodologique et cherché à décrire les langues en termes de lois. En particulier, ils ont défini de nombreuses lois phonétiques qui retracent l'évolution des sons d'une langue au cours du temps.
Les néogrammairiens ont exercé une forte influence sur la linguistique du début du XXe siècle ; le structuralisme qui leur a succédé s'est largement construit par la critique de leur méthode entreprise par Ferdinand de Saussure, lui-même de formation néogrammairienne. Parmi les critiques qui leur furent adressées : leur surévaluation de la diachronie au détriment de la synchronie et de la morphologie au détriment de la syntaxe, leur absence de théorie du signe linguistique, leur vision atomistique incapable de se dégager de la structure de surface (l'énoncé produit) pour décrire des faits de système (ce à quoi, par opposition, se consacreront les courants ultérieurs de la linguistique, à commencer par le structuralisme).
Parmi les principaux membres :
- Wilhelm Braune (1850-1926)
- Otto Behaghel (de) (1854-1936)
- Karl Brugmann (1849-1919)
- Berthold Delbrück (de) (1842-1922)
- August Leskien (1840-1916)
- Hermann Osthoff (1847-1909)
- Hermann Paul (1846-1921)
- Hugo Schuchardt (1842-1927)
- Eduard Sievers (1850-1932)
- Karl Verner (1846-1896)

## La régularité des lois phonétiques
Les néogrammariens ont érigé la régularité des lois phonétiques en axiome de la linguistique comparée. Selon ce principe, les changements phonétiques se déroulent de façon régulière dans une langue isolée ou dans des langues parentes : s'ils ont bien lieu dans les mêmes conditions, ils se réalisent chez tous les locuteurs d'une langue particulière ou de toutes les langues apparentées. Un exemple en est la mutation consonantique décrite par la première loi de Grimm, qui touche les trois occlusives sourdes indo-européennes p, t, k et par laquelle, dans toutes les langues germaniques, elles aboutissent aux spirantes sourdes f, θ, χ (cf. latin pater : anglais. father, allemand Vater ; latin tres : anglais three, allemand drei ; lat. centum : anglais hundred, allemand hundert). Cela revient à soutenir l'indépendance de la phonétique par rapport à la morphosyntaxe et la sémantique : les changements phonétiques sont « aveugles », un son évolue toujours de la même façon dans un entourage phonétique donné, quel que soit le mot dont il fait partie.
Dès 1875, le germaniste Wilhelm Scherer exprimait cette opinion. Hermann Osthoff et Karl Brugmann ont formulé la thèse en 1878 dans l'introduction à leur ouvrage Morphologische Untersuchungen auf dem Gebiete der indogermanischen Sprachen (vol. 1, 1878, page XIII) en ces termes :
Tout changement phonétique autant qu'il se réalise mécaniquement et par lui-même, s'accomplit d'après des lois sans exception, c.-à-d. que l'évolution des sons est toujours la même chez tous membres d'une communauté linguistique, hors le cas où interviennent des particularités dialectales, et tous les mots où un son soumis à l'évolution phonétique est dans la même situation sont concernés par le changement sans exception.
Une des applications les plus connues de ce principe aboutit la formulation de la loi de Verner, qui vint compléter la première loi de Grimm évoquée plus haut. Celle-ci paraissait présenter des irrégularités, mais le linguiste danois Karl Verner réussit à en trouver l'explication en prenant en compte un élément supplémentaire, la place de l'accent de hauteur en indo-européen commun.
Là où le principe du caractère sans exception des lois phonétiques ne peut pas s'appliquer, il faut rechercher comme explication l'action de l'analogie : c'est ainsi que les exceptions sont toujours considérées comme des adaptations à des formes apparentées préexistantes.
Sous forme absolue, le principe de régularité des changements phonétiques n'est plus admis de nos jours, car il néglige les phénomènes de diffusion lexicale entre variétés (dialectes et sociolectes) d'une même langue et les conditionnements morphologiques de certaines transformations. En revanche, il demeure fondamental comme principe méthodologique et outil heuristique : il est une norme par rapport à laquelle toute déviation doit être expliquée.